# 러시아의 우크라이나 점령지

러시아가 점령한 영토 (점령한 도시)클릭시 큰 화면으로 볼 수 있다.

러시아 본토 (진한 빨강)와 점령지 (빨강)을 표시한 지도. 5,6,7,8번이 러시아가 병합한 우크라이나 점령지이다.

러시아의 우크라이나 점령지는 2014년 러시아-우크라이나 전쟁 발발 이래 러시아가 실질적으로 관할하고 있는 우크라이나의 영토를 말한다. 우크라이나 법에서는 '일시 점령된 우크라이나 영토' (тимчасово окупована територія України)라고 표현한다.
러시아가 우크라이나 영토를 점령하게 된 것은 2014년 러시아의 크림반도 침공과 돈바스 전쟁 당시 돈바스 지역을 사실상 장악하면서부터 시작됐다. 2022년 초 러시아군의 전면적인 침공 개시로 우크라이나 곳곳의 영토를 추가로 점령하였으나, 계속되는 우크라이나의 항전과 병참 문제로 인하여 4월 초부터 체르니히우주, 키이우주, 수미주, 지토미르주에서 전면 철수하였다.
2022년 9월 초, 우크라이나군은 하르키우 지역에서 대대적인 반격에 나서 수개월간 이어진 교착상태를 끝내고 러시아군의 대패와 후퇴라는 성과를 이룩하였다. 이후 11월 말, 우크라이나군은 남부 전선에서의 반격도 개시하여 헤르손 시를 탈환하는 등 다시 한 번 큰 성공을 거두었다.
2022년 9월 30일, 러시아는 영유권을 주장하는 영토의 일부만 점령하였음에도 도네츠크주, 헤르손주, 루한스크주, 자포리자주를 합병한다고 선언하였다. 유엔 총회는 러시아의 일방적 합병을 국제법에 어긋난 것으로 간주하고 우크라이나의 영토 보전 권리를 재확인하는 유엔 총회 결의안을 채택하였다.
2022년 침공 이전 러시아가 점령한 영토 (크림반도와 도네츠크주 일부, 루한스크주)의 면적은 42,000km²에 달했으며, 2022년 3월 전면 침공 이후에는 우크라이나 국토의 27%에 달하는 119,000km²의 영토를 점령하였다. 러시아의 대대적인 퇴각이 있은 후인 2022년 11월 11일까지 전쟁연구소는 우크라이나군이 74,443km² 면적의 영토를 탈환했다고 밝혔다. 현재 러시아가 점령한 우크라이나 영토는 전 국토의 18%에 달한다. 2023년에는 막대한 병력손실에도 불구하고 러시아군이 점령한 영토의 면적이 518km²에 불과한 것으로 드러났다.

## 배경

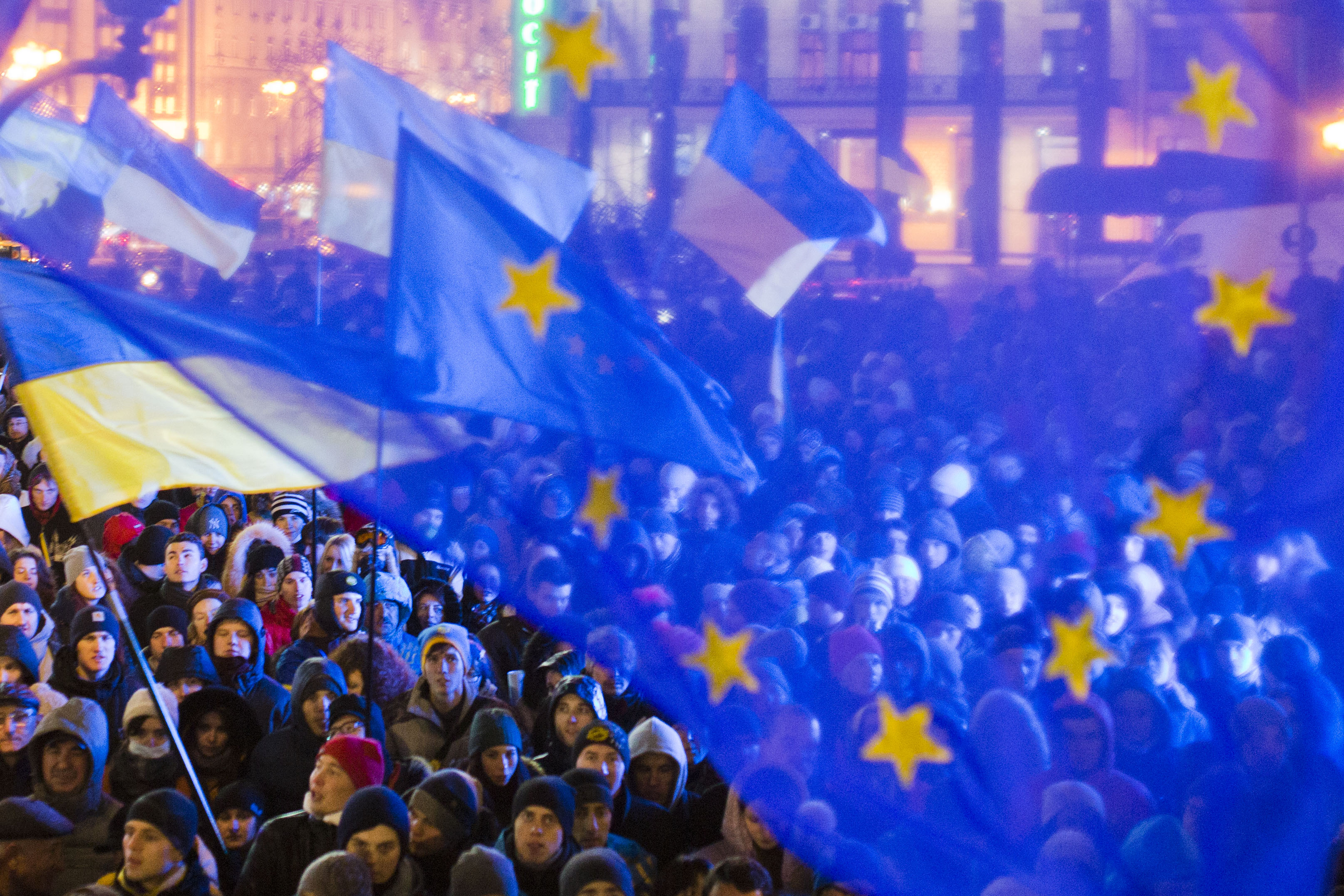
2013년 11월 27일 키이우에서 열린 유로마이단 집회 당시 친 EU 시위대의 모습

2013년 11월 이후 유로마이단과 존엄 혁명으로 인해 우크라이나 전역에서 대대적인 시위가 벌어졌고, 그 결과 우크라이나 의회는 러시아로 도피한 우크라이나 대통령 빅토르 야누코비치를 탄핵하게 되었다. 격변의 현장에서 확산된 친유럽 여론은 러시아 정부에 불안을 야기했고, 블라디미르 푸틴 러시아 대통령 은 즉각 러시아군과 공수부대를 동원해 크림반도를 침공, 반도 전역의 주요 정부청사와 기지에 주둔한 우크라이나군을 빠르게 장악하였다. 얼마 지나지 않아 크림반도에서는 러시아 측이 임명한 지역 관리들이 동원되어 크림반도의 러시아 합병에 관한 국민투표의 실시를 선언하였으며, 서방국가와 국제단체는 투표 자체가 불법이라고 규정하였다. 반대로 그러한 주장을 부인한 러시아 정부는 머지않아 크림 반도를 러시아에 공식적으로 합병하였으며, 서방 국가들은 이에 대응하여 대러시아 제재에 들어갔다. 또한 야누코비치의 퇴진에 맞서  우크라이나 동부와 남부 전역에서 친러시아 반대 시위가 벌어졌으며, 러시아는 돈바스 지역의 친러 무장분리주의 단체를 지원하여 주요 정부 건물을 장악하도록 한 것으로 알려졌다. 분리주의 세력들은 결국 도네츠크와 루한스크 인민공화국을 설립하고, 이후 친유럽 성향의 우크라이나 정부와 갈등을 맺는 돈바스 전쟁이 터지게 되었다 (러시아는 2022년 러시아의 우크라이나 침공 이후에 '합병'될 예정이라고 밝혔다).
우크라이나 의회는 러시아의 군사 개입에 대응하여 크림 자치 공화국과 도네츠크, 루한스크 지역의 일부를 '일시 점령' 상태로 간주, 통제되지 않는 영토로 규정하기 위해 정부 법률(추가 보완 및 확대 개정안)을 다음과 같이 제정하였다.
1. 크림 자치공화국
  - 우크라이나 법률 제1207-VII호 (2014년 4월 15일) 〈우크라이나 일시 점령 지역에서의 시민의 권리와 자유 보장에 관한 법적 규정〉[18]
2. 도네츠크주·루한스크주의 특정 군
  - 우크라이나 내각 명령 제1085-р호 (2014년 11월 7일) 〈정부 당국이 일시적으로 통제할 수 없는 영토의 기초자치단체 목록·접경지에 위치한 지물 목록〉[19]
  - 우크라이나 법령 제254-19-VIII호 2015년 3월 17일) 〈도네츠크주·루한스크주의 개별 지역, 도시, 마을, 읍내의 임시 점령 지역 승인안〉[20]

야누코비치가 탄핵됨에 따라 투르치노프 대통령 권한대행의 뒤를 이을 대통령 선거가 치러졌으며, 유로마이단 시기 야당 대표의 한 사람이었던 페트로 포로셴코 후보가 압도적인 승리를 거두었다.

## 2022년 이전의 상황

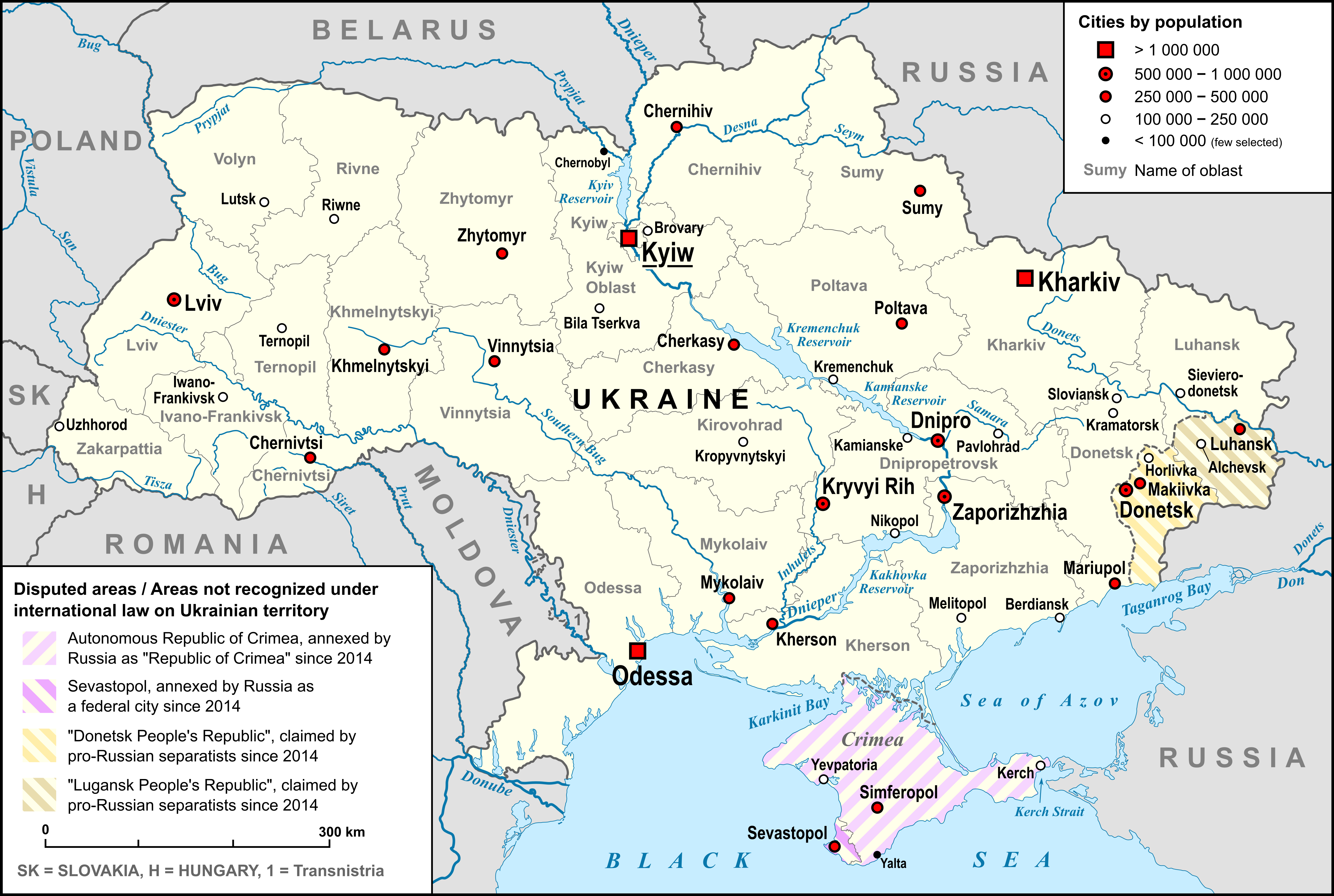
2014년~2022년 2월 우크라이나 지도. 아래쪽에 크림 반도가 합병된 상태로 되어 있고 오른쪽에 돈바스의 두 자치공화국이 표시되어 있다.

2014년 3월 크림 반도 합병 이후 러시아는 크림반도에 크림 공화국과 세바스토폴 연방시라는 두 개의 연방 주체를 설정하였다. 합병 당시 크림반도를 러시아 연방의 일부로 승인할지의 가부를 물은 국민투표가 치러져 일부 유엔 회원국으로부터 승인받기까지 하였으나, 우크라이나는 크림반도가 자국의 필수 영토라는 자세를 유지하였으며 이는 유엔 총회 결의안 68/262를 통해 각국 정부 대다수로부터 승인받았다. 2015년 우크라이나 의회는 러시아 측의 영구편입 시도를 부정하기 위하여 2014년 2월 20일을 "크림반도와 세바스토폴시에 대한 러시아 측의 일시 점령 개시일"로 공식 설정하였다.
우크라이나에서는 도네츠크주와 루한스크주 내에서 러시아 측에 일시 점령된 영토를 우크라이나어로 'ORDLO' (오르들로, Окремі райони Донецької та Луганської областей →도네츠크주와 루한스크주의 특정 지역)으로 칭하고 있다. 'ORDLO'라는 약어는 우크라이나 법령 제1680-VII호 (2014년 10월)에서 처음으로 사용되었다. 민스크 협약과 OSCE 문서에서는 우크라이나측 표현을 영어로 그대로 번역한 '도네츠크 및 루한스크 지역의 특정 지역" (certain areas of Donetsk and Luhansk regions, CADLR)으로 칭한다.
이후 우크라이나 정부는 해당 지역의 정부정책을 담당하는 '일시 점령 지역 재통합부'를 수립하였다. 2019년 우크라이나 정부는 전 국토의 7%가 점령 중인 상태에 놓였다는 입장을 밝혔다. 2018년 12월 17일 채택된 유엔 총회 결의 73/194도 크림 반도를 "일시 점령" 상태로 지정하였다.
2019년 일시 점령 지역과 인접한 아조프해에서 작전 중인 러시아 해군, 해안경비대 함정에 3M-54 칼리브르 순항 미사일이 배치되어 우크라이나 측에서 유감을 표명했다. 이 때문에 크림반도 서부 연안지대인 프랴조비아의 주요 항구 마리우폴과 베르댠스크의 치안이 악화되는 결과를 낳았다. 아조프해에 있는 또다른 항구인 템류크와 타간로크도 일시 점령 지역에서 무연탄과 액화천연가스 (LNG)의 출처를 위장하는 데 사용된 것으로 알려졌다.

### 영향권 지역

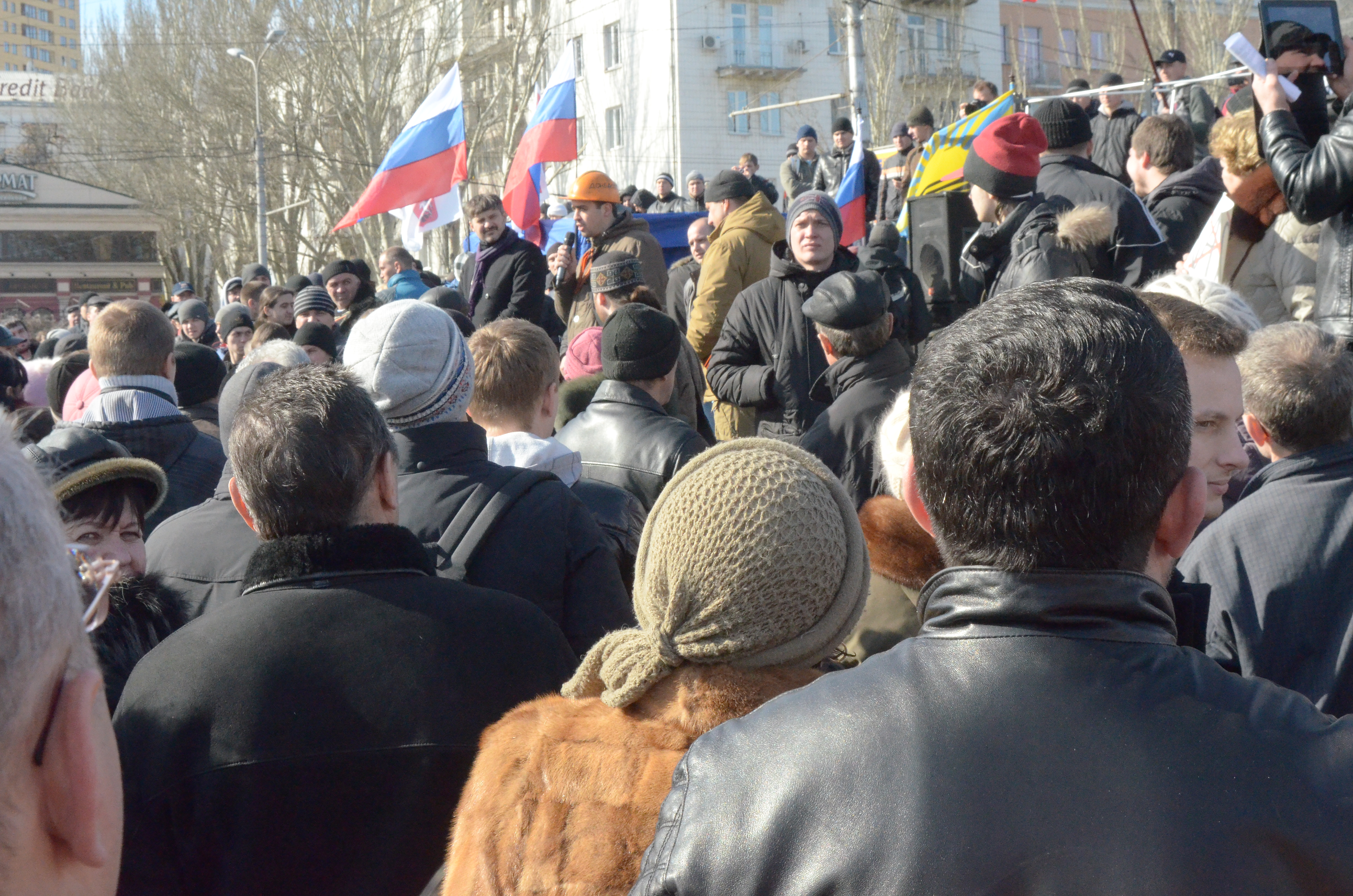
2014년 3월 8일 도네츠크의 친러시아 시위대. 러시아 정부는 일부 지역 주민들 사이에 분리주의 정서를 일부러 부추기는 행보를 보였다.

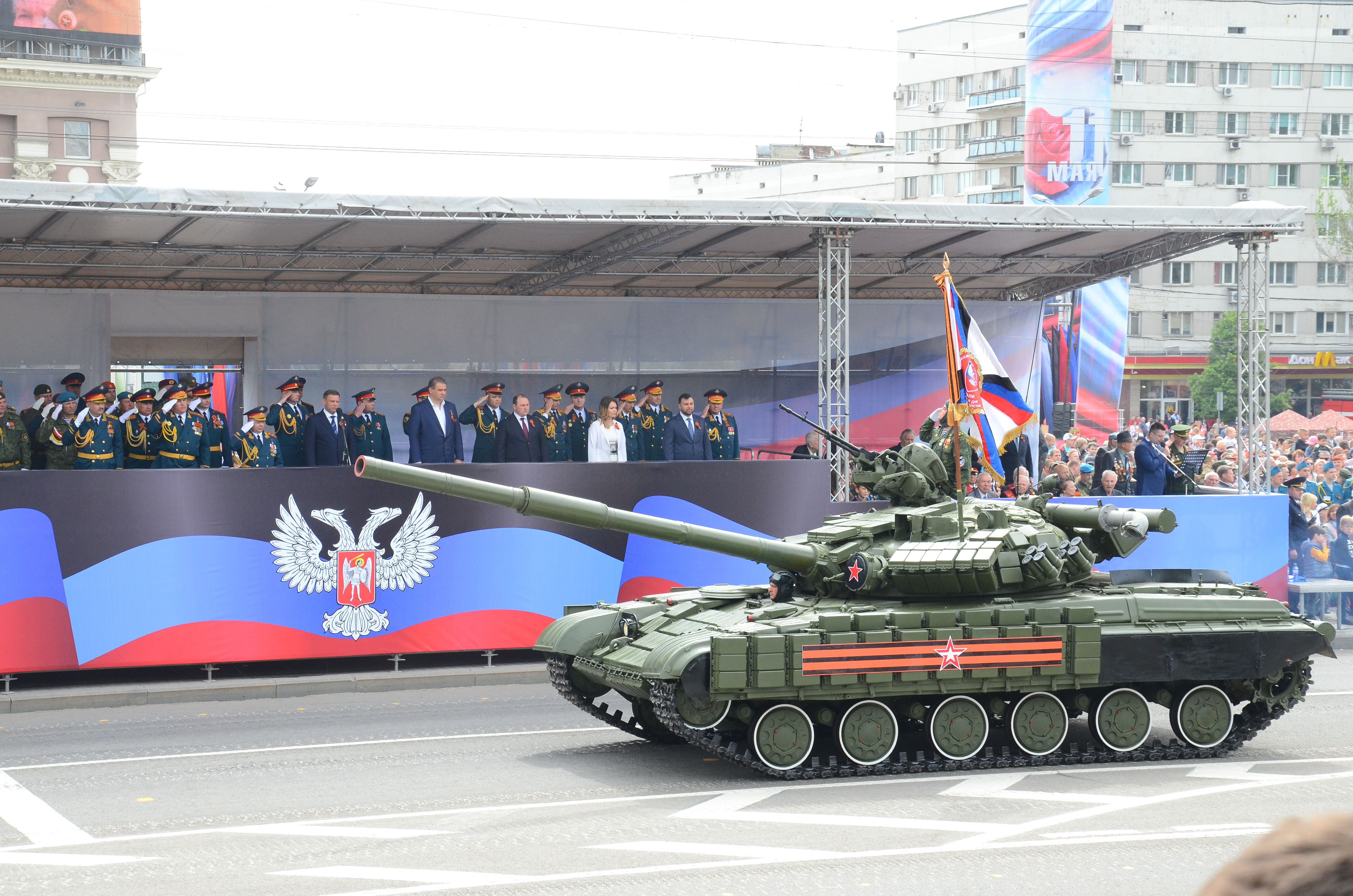
2018년 5월 도네츠크의 러시아군 무장세력

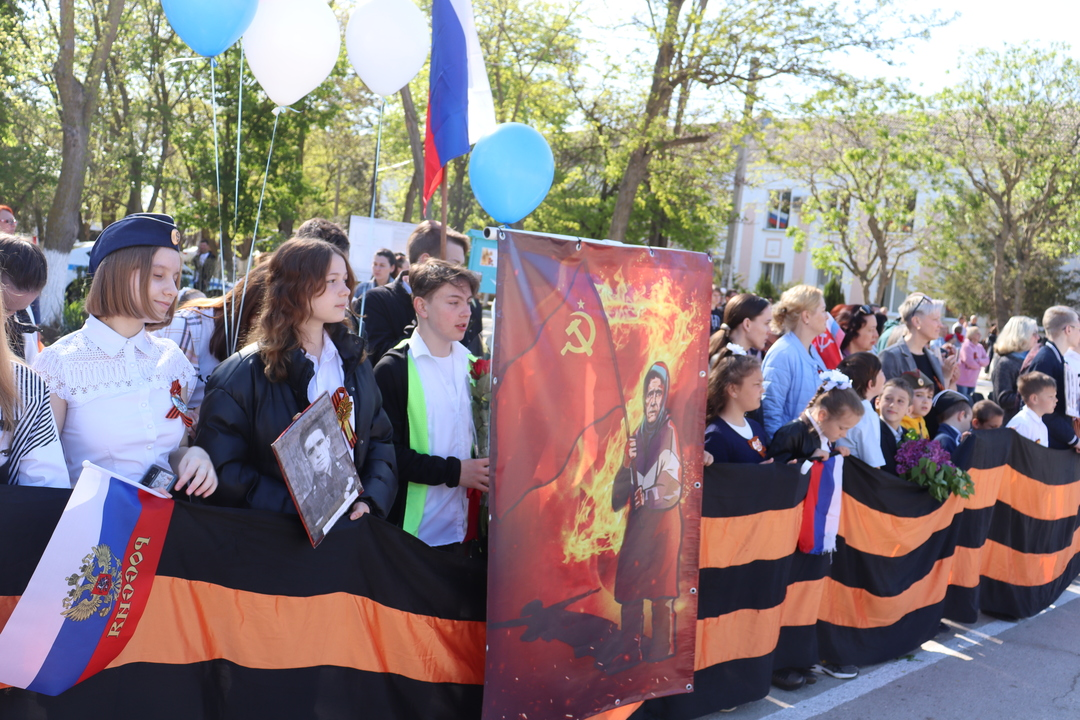
2022년 5월 9일 크림반도 사키에서 적기를 든 할머니를 담은 선전 포스터

2014년 러시아-우크라이나 전쟁 개시 이래 우크라이나 정부는 (정부시행령 제1085-р호, 법령 제254-VIII호 개정으로) '일시 점령 지역과 마을 목록', '대테러 작전구역에 접해 있는 지물 목록'을 발행하기 시작하였다. 2020년 9월 16일 현재, 우크라이나 정부는 시행령 제1085-p호와 법령 254-VIII에 따라 총 네 차례의 갱신을 진행하였다.
- 2015년 2월 18일 기준 부록 128-р[33]
- 2015년 5월 5일 기준 부록 번호 428-р[34]
- 2015년 12월 2일 기준 부록 번호 1276-р[35]
- 2018년 2월 7일 기준 부록 번호 79-р[36]
- 2018년 6월 13일 기준 부록 번호 410-р[37]
- 2019년 7월 5일 기준 부록 번호 505-р[38]
- 2020년 9월 16일 현재 부록 번호 1125-р[39]

일부 정착지의 이름은 2016년 우크라이나의 비공산화 정책의 결과를 반영, 도시 이름을 바꾸어 기재하기도 하였다.

## 2022년 침공 이후

러시아에 합병된 우크라이나 영토. 2022년 9월 30일 기준 러시아가 점령중인 지역을 붉은 선으로 표시하였다.

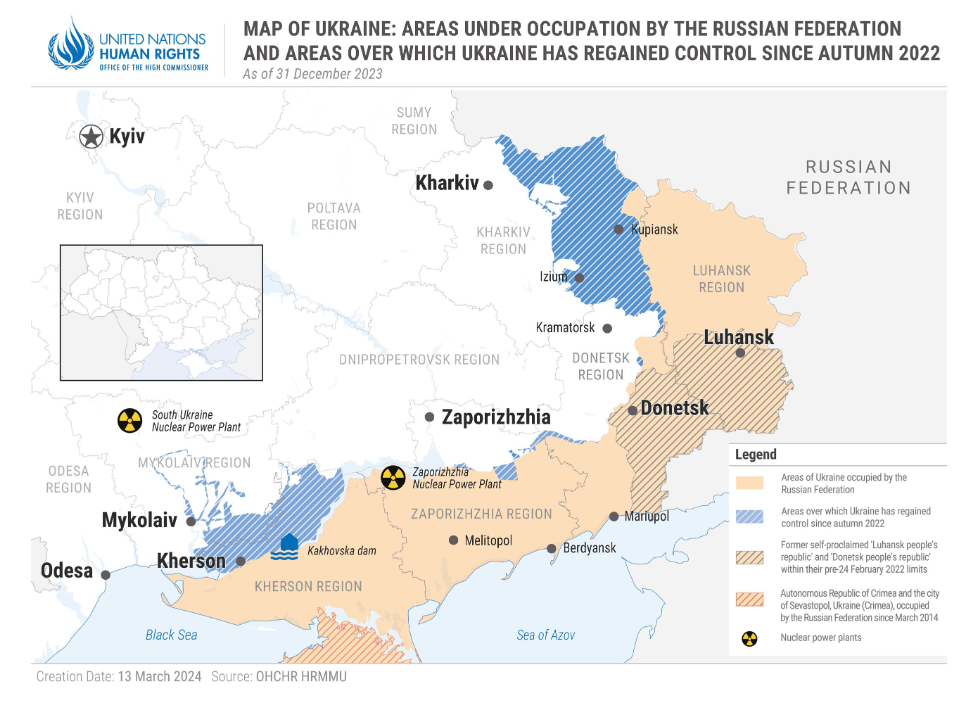
2023년 12월 러시아가 점령한 우크라이나 영토에 관한 2024년 유엔 지도

2022년 2월 러시아의 전면적인 침공 이후, 러시아군과 돈바스의 대리군은 우크라이나 영토를 추가로 점령하였다. 4월 초 러시아군은 수도 키이우를 비롯한 북부 우크라이나에서 철수한 뒤 동부와 남부 우크라이나에 대한 통치권 강화에 나섰다.  2022년 6월 2일 젤렌스키 우크라이나 대통령은 러시아가 우크라이나 영토의 약 20%를 점령했다고 발표했다.
2023년 4월 27일 블라디미르 푸틴 러시아 대통령은 점령지의 우크라이나 시민이 러시아 여권 취득을 거부하면 외국인으로 간주되어 추방된다는 법령을 발표했다. 우크라이나의 감시기관은 이를 또 다른 집단 학살 행위로 규정했으며, 동시에 유럽 평의회 의회 (PACE)는 우크라이나 어린이를 러시아로 강제 추방하는 행위를 대량 학살로 간주하겠다고 승인했다.

### 하르키우주
2022년 2월 24일 러시아군의 우크라이나 침공과 동시에 하르키우주의 일부를 장악하면서 점령지가 되었다. 4월부로 러시아군이 우크라이나 북부에서 철수하면서 이 지역의 통치권을 강화하는 동시에 주요 도시인 하르키우를 점령하고자 하였다. 그러나 5월 중순까지 우크라이나군의 강력한 항전으로 러시아군을 러시아 국경 주변으로 밀어냈다. 2022년 9월 초 우크라이나군은 대대적인 반격에 나섰으며 2022년 9월 11일까지 러시아는 하르키우주의 대다수 점령지에서 후퇴하게 되었다. 이는 러시아 국방부가 직접 "병력 감축 및 이동 작전"을 진행중에 있다면서 하르키우주의 거의 모든 지역에서 철수한다고 공식적으로 밝혔다.

### 헤르손주

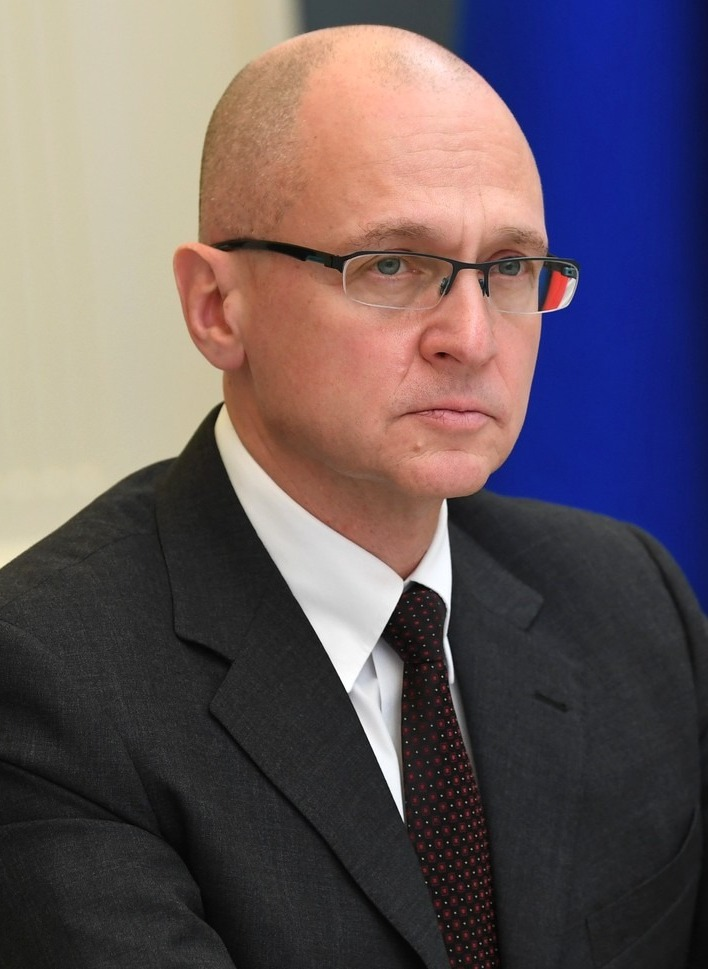
러시아 점령지에서 푸틴의 유력인사로 떠오른 세르게이 키리옌코

2022년 2월 24일 크림 반도의 러시아군이 헤니체스크군과 스카도우스크군을 점령하였다. 공격 개시 당일 러시아군은 헤르손주의 대다수 도시와 마을을 포위하고 장애물로 입구를 막았으나 도시 내부로 진입하지는 않았다. 이후 드니프로강 남단의 러시아군 진지와 북단의 우크라이나 도시 헤르손 사이를 가로지르는 안토니프스키교를 놓고 큰 전투가 벌어졌으나, 러시아군의 압도적인 화력으로 인해 우크라이나군은 후퇴했고, 헤르손시는 3월 2일 러시아의 손에 점령되었다.
6월 29일, 헤르손주 군민행정부는 러시아 연방으로의 합병에 대한 국민투표를 준비중에 있다고 발표하였다. 7월 9일, 우크라이나 정부는 남부에서 임박한 반격 계획을 밝히고, 작전 중 민간인 사상자를 최소화하기 위해 헤르손주와 자포리자주 점령지 주민들에게 방공호로 대피하거나 도시 밖으로 피난할 것을 촉구했다. 안토니프스키교가 폭파되고 우크라이나군이 서쪽에서 진격한 이후, 우크라이나 측의 대규모 포격으로 보급라인의 유지가 불가능해진 러시아군은 후퇴를 택했다. 결과적으로 헤르손시를 비롯해 드니프로강 북단의 모든 점령지에서 후퇴함으로서 우크라이나군이 탈환에 나설 수 있었다.

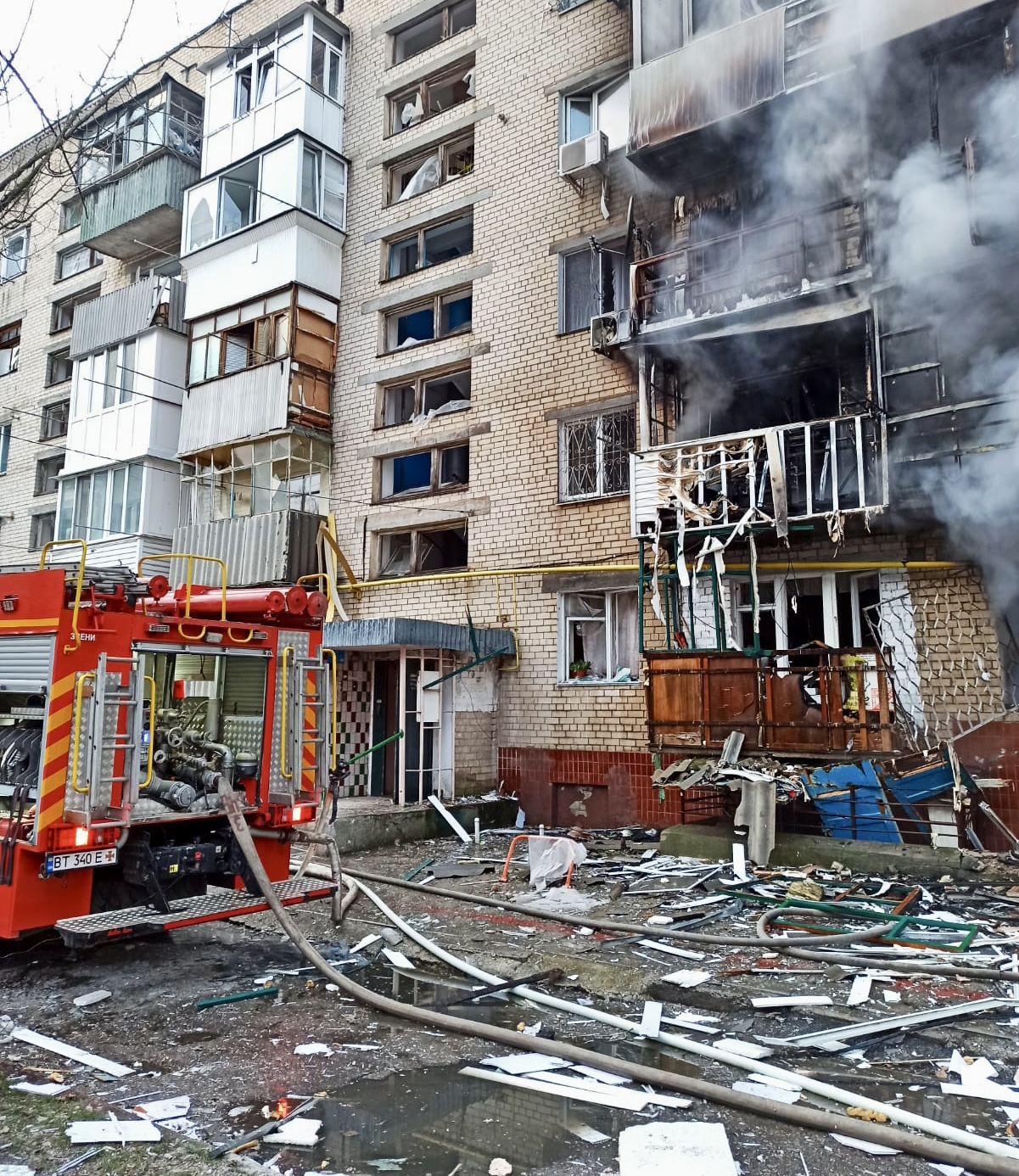
2023년 1월 15일 러시아군의 포격 이후 해방된 헤르손

다음은 러시아 점령지가 된 헤르손주의 군 목록이다.
- 헤니체스크군
- 카호우카군
- 스카도우스크군
- 헤르손군 절반 영토

### 자포리자주

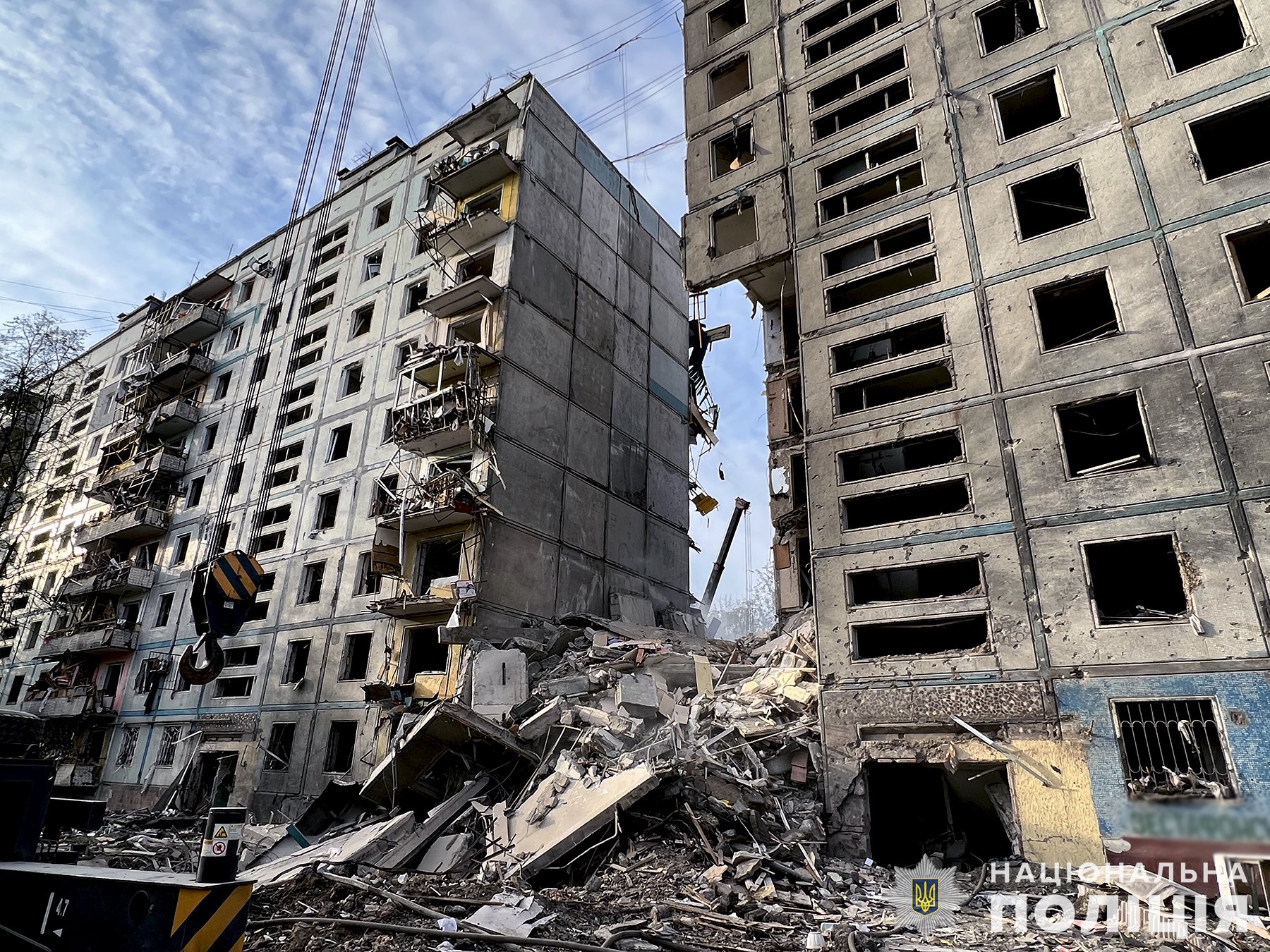
2022년 10월 9일 공습 이후 우크라이나가 탈환한 자포리자의 파괴된 주택단지

2022년 2월 26일 침공 당시 베르단스크시가 러시아의 지배하에 들어갔고, 러시아군과 우크라이나군 사이의 치열한 전투 끝에 3월 1일 멜리토폴이 추가로 점령되기에 이르렀다. 여기에 러시아군은 자포리자 원자력 발전소가 위치한 에네르호다르 시를 포위 점령하였으며, 발전소는 3월 4일부터 러시아의 통제하에 들어가기 시작했다. 7월부터 러시아와 우크라이나가 발전소 주변에 미사일 공격을 가했다고 서로 비난하면서 발전소 주변의 긴장이 고조되어 체르노빌 참사가 재발할 수 있다는 우려가 생기기도 했다.
다음은 러시아 점령지가 된 자포리자주의 군 목록이다.
- 멜리토폴군
- 베르댠스크군
- 바실리우카군 대부분
- 폴로히군 대부분

### 도네츠크주

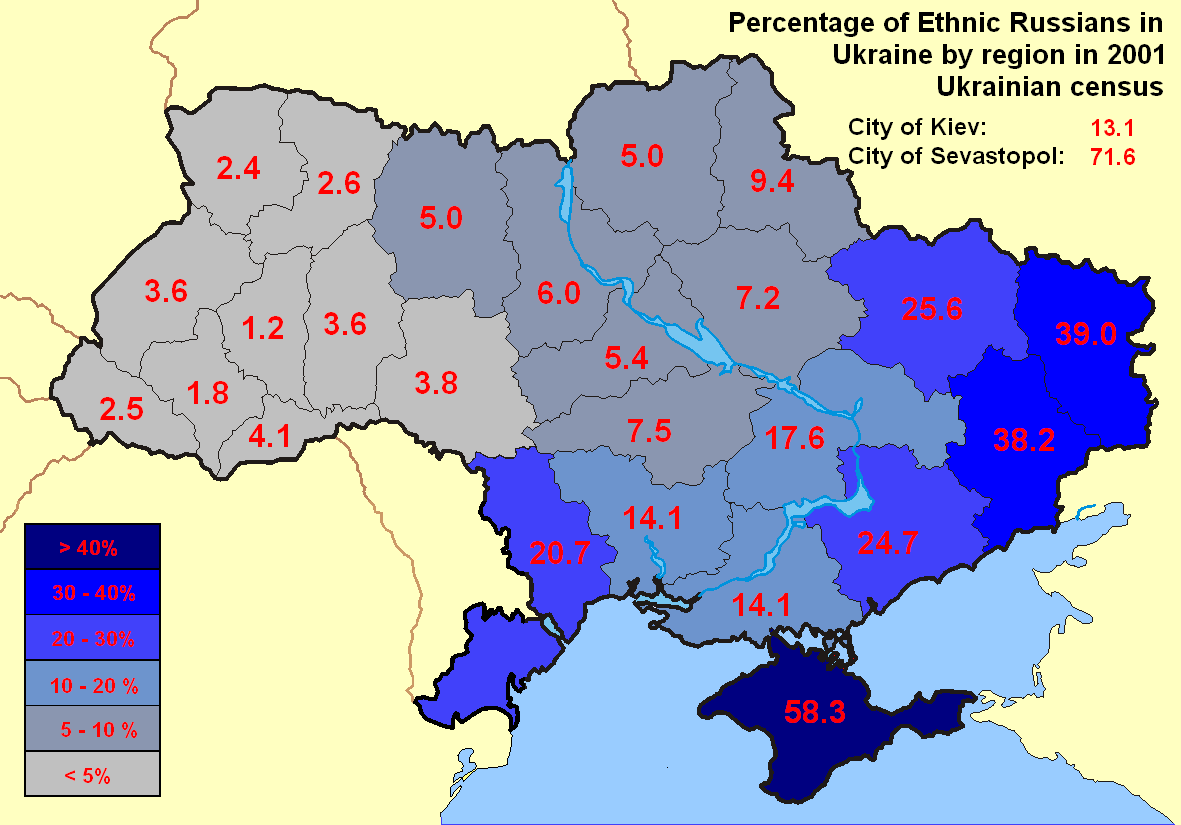
2001년 우크라이나 인구조사 당시 지역별 러시아인의 분포현황. 러시아는 우크라이나 내 러시아인과 러시아어 화자에 대한 "보호"를 침략의 명분 중 하나로 이용했다.

2022년 침공 이후 러시아군은 돈바스 전쟁 기간에 자국의 지원을 받는 도네츠크 인민공화국으로 얻은 영토를 기반으로 추가적인 영토 확보에 나섰다. 특히 대표적인 항구도시인 마리우폴을 장기간의 포위전 끝에 점령하였다.
다음은 2022년 2월 24일 이전에 러시아 점령지가 된 자포리자주의 군 목록이다.
- 호를리우카군
- 도네츠크군
- 칼미우스케군

다음은 2022년 2월 24일 이후에 러시아 점령지가 된 자포리자주의 군 목록이다.
- 마리우폴군
- 볼노바하군 절반 영토
- 바흐무트군 동부 지역

### 루한스크주
다음은 2022년 2월 24일 이전에 러시아 점령지가 된 루한스크주의 군 목록이다.
- 알체우스크군
- 도우잔스크군
- 루한스크군
- 로벤키군

다음은 2022년 2월 24일 이후에 러시아 점령지가 된 루한스크주의 군 목록이다.
- 샤스티아군
- 스타로블리스크군
- 스바토베군 대부분 영토
- 시에비에로도네츠크군 대부분 영토

2022년 7월 3일, 러시아군은 루한스크주 전체가 '해방'되었다는 주장을 펼쳤다. 이는 러시아군이 루한스크주 전체의 점령에 성공했으며 우크라이나 동부의 돈바스를 점령한다는 최종 목표에 중요한 이정표를 세웠음을 시사한다.
그러나 9월 19일 우크라이나군이 빌로호리우카를 탈환하였으며, 10월 초까지 대대적인 반격에 나서면서 주공세를 루한스크로 이전하면서 여러 마을을 해방시켰다. 특히 스바토베-크레미나 공세전투에서 시베르스키도네츠강 북단의 절반 영토를 차지한 바 있다. 이후 2024년 5월 우크라이나군은 빌로호리우카를 다시 한번 러시아에 넘기고 후퇴하였다.

### 미콜라이우주
미콜라이우주는 2022년 2월 26일 러시아군이 크림반도에서 헤르손주를 거쳐 진입하면서 점령이 시작되었다. 3월경 러시아군은 보즈네센스크, 미콜라이우, 노바오데사로 진격을 시도했으나 거센 저항에 부딪혀 실패했다. 5월 즈음 러시아군은 스니후리우카, 트센트랄네, 노보페트리우카를 비롯한 작은 마을의 점령에 성공하였다. 그러나 2022년 11월 10일~11일 우크라이나의 대대적인 반격이 시작되면서 미콜라이우주 대부분 도시가 탈환되었으며, 러시아군은 이후 드네프르 강 우안지대로 철수했다.
다음은 러시아 점령지가 된 미콜라이우주의 군 목록이다.
- 미콜라이우군 최남단 (킨부른반도)

## 과거 점령됐던 영토

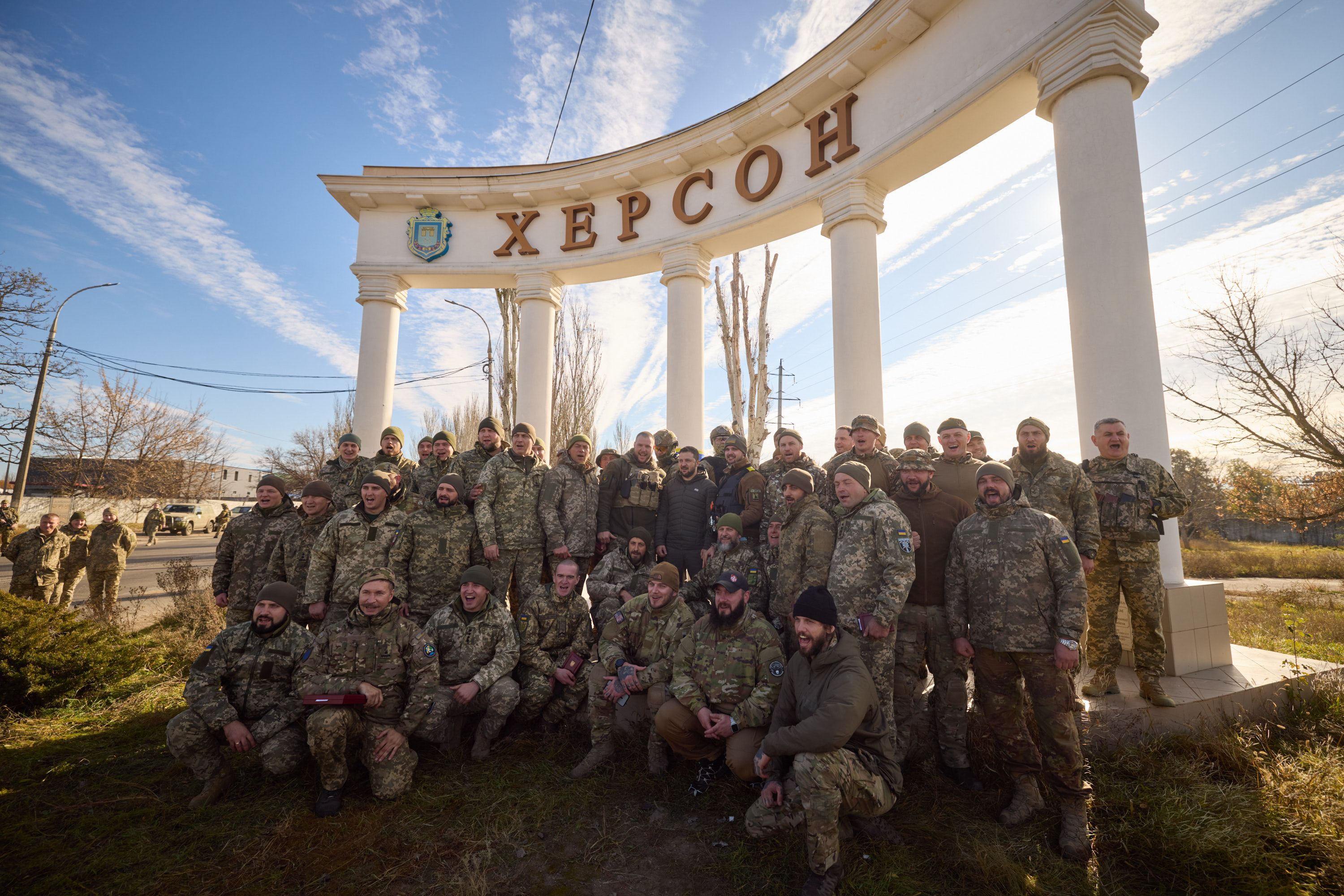
2022년 11월 14일 헤르손 해방 당시 뛰어난 전적을 세운 용사들과 함께한 볼로디미르 젤렌스키 우크라이나 대통령

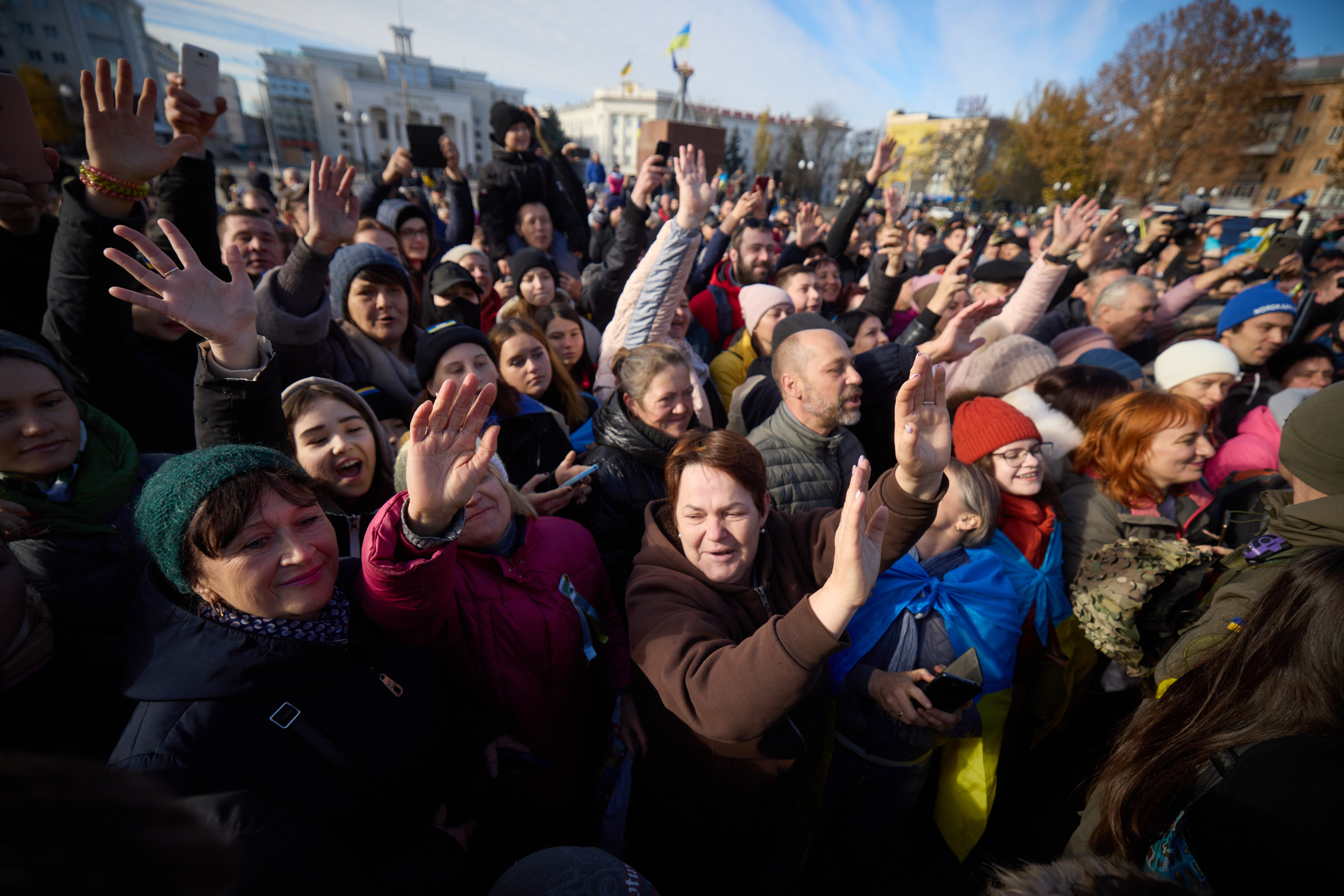
2022년 11월 14일 헤르손 해방 후 젤렌스키 대통령의 방문 당시 몰려든 인파

### 체르니히우주
2022년 2월 우크라이나 침공 당시 북부 전역에 포함되어 점령에 들어갔다. 러시아 연방군은 체르니히우주의 상당부분을 점령하고 주도인 체르니히우의 포위전에 들어갔으나 함락시키지는 못했다. 결국 러시아군의 전반적인 공세 정체로 인하여 4월 초까지 체르니히우주에서 완전히 철수함으로서 러시아로부터 해방됐다.

### 키이우주

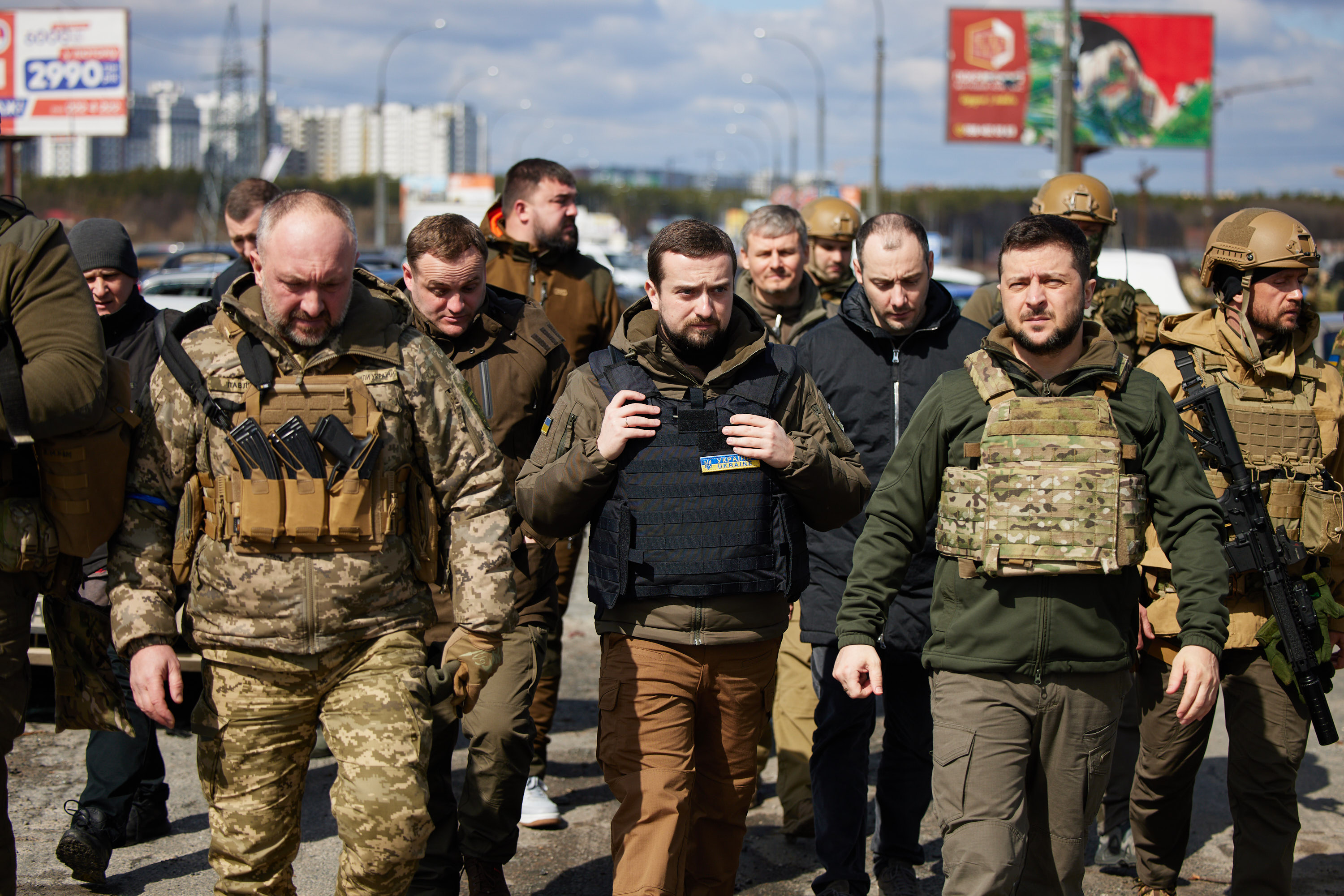
2022년 4월 4일 우크라이나의 탈환과 함께 키이우주를 방문한 젤렌스키 대통령

2022년 2월 우크라이나 침공 당시 북부 전역에 포함되어 점령에 들어갔다. 러시아 연방군은 키이우주의 상당부분을 점령하고 우크라이나 수도인 키이우의 경계까지 전진하기도 했다. 그러나 공세 정체로 인하여 수도 점령 작전은 실패로 돌아갔고 결국 4월 초까지 키이우주에서 완전히 철수하면서 러시아로부터 해방됐다.

### 오데사주
2022년 2월 24일 러시아군은 오데사주 본토에서 떨어진 즈미이니섬 (뱀섬)을 점령했지만 이후 우크라이나군의 대규모 미사일, 포병, 드론 공격을 받고 6월 30일 철수했다.

### 폴타바주
레베딘 전투, 오흐티르카 전투 등 수미주 내부의 전투 과정에서 러시아군이 폴타바주의 하디아치를 공격하고 그 주변을 점령하여 진키우 인근으로 진격하였다. 그러나 주민들이 산탄총과 소총으로 무장한 채 러시아군의 사냥에 나선 이른바 '하디아치 사파리'가 전개되면서 러시아군이 격퇴되어 버렸다. 당시 점령지 가운데 주요 마을로는 피르키와 보브리크 등이 있었다.

### 수미주
2022년 2월 우크라이나 침공 당시 북부 전역에 포함되어 점령에 들어갔다. 수미주의 상당수 영토를 점령하였으나 주도인 수미의 점령에는 실패하였다. 결국 러시아 지상군의 공세 정체로 4월 초까지 이 지역에서 완전히 철수하여 러시아로부터 해방됐다.

### 지토미르주
2022년 2월 우크라이나 침공 당시 북부 전역에 포함되어 점령에 들어갔다. 지토미르주의 극히 일부만 점령하였으며 주도 지토미르에 이르지는 못했다. 결국 키이우 작전이 실패로 돌아감에 따라 4월 초까지 이 지역에서 완전히 철수하여 러시아로부터 해방됐다.

## 국제사회의 반응

2022년 10월 12일 단계적 국민투표와 합병시도가 국제법에 따라 무효, 불법임을 선언하는 유엔 총회의 결의안 ES 11/4에 찬반을 던진 국가를 나타낸 지도.
찬성: 143개국
반대: 5개국
기권: 35개국
불참: 10개국

2016년 4월 20일 우크라이나 정부는 일시점령지역 및 국내실향민을 전담하는 정부부처를 설치하였다. 이후 일시점령지역, IDP 및 재향군인부로 바뀌었다가 일시점령지역 재통합부로 이름을 변경하였다. 현 장관은 2021년 11월 4일 임명된 이리나 베레슈추크이다.
2014년 3월 러시아의 크림반도 합병을 인정하지 않는다는 유엔 총회 결의 68/262의 표결에서 193개 회원국 중 100개국이 결의에 찬성하였으며, 반대국은 아르메니아, 벨로루시, 볼리비아, 쿠바, 니카라과, 북한, 러시아, 수단, 시리아, 베네수엘라, 짐바브웨 등에 불과했다.
이후 유엔은 "크림 자치공화국과 세바스토폴시의 인권" 문제에 관한 세 가지 결의안을 통과시켰다. 1차 결의안은 2016년 12월, 2차는 1년 뒤인 2017년 12월, 3차는 2018년 12월에 통과되었다..
유엔 총회 결의 73/194에 따른 유엔의 공식 입장은 다음과 같다.
| “ | 러시아 연방에 의한 우크라이나 영토 일부, 즉 크림 자치공화국과 세바스토폴시(이하 '크림')의 지속적인 일시점령을 규탄하고, 합병 불가를 재확인함. Condemning the ongoing temporary occupation of part of the territory of Ukraine, namely, the Autonomous Republic of Crimea and the city of Sevastopol (hereinafter referred to as "Crimea"), by the Russian Federation, and reaffirming the non-recognition of its annexation | ” |

2018년 4월 PACE 긴급 총회는 우크라이나 점령 지역을 "러시아 연방의 실효적 지배하에 있는 영토"로 인정했다. PACE의 우크라이나 대표단 의장인 볼로디미르 아례우 의원은 돈바스 영토의 일부가 러시아의 점령하에 있다는 사실을 인식하는 것이 우크라이나에 매우 중요하다고 밝혔다. 아례우 의원은 페이스북에 "통치권을 상실한 영토에서 저지른 모든 범죄에 대한 책임은 우크라이나의 손을 떠나 러시아가 책임을 지게 되었다"고 평가했다.
2022년 3월 초, 러시아의 침공에 대응하여 유엔 총회가 긴급 특별회의를 소집하여 우크라이나의 상황과 관련된 최신 동향을 논의하고, 러시아의 침공과 벨로루시의 참여를 규탄하는 유엔 총회 결의안 ES-11/1을 채택하였다.

## 같이 보기
- 2022년 우크라이나의 러시아 점령지 시위
- 실효 지배
- 합동군작전 (우크라이나)